# Hillshire Brands
Hillshire Brands est une entreprise américaine basée à Chicago, issue de la scission en 2012 de Sara Lee Corporation, dont elle regroupe les activités nord-américaines. L'entreprise est cotée au NYSE. Elle fabrique des plats à base de viande et de charcuterie sous les marques Hillshire Farm, Jimmy Dean, Gallo Salame, Ball Park, State Fair, Aidells, de la boulangerie industrielle sous les marques Sara Lee et Chef Pierre (tartes). Hillshire réalise en 2012 environ quatre milliards de dollars de chiffre d'affaires avec 9 500 employés. Son objectif est de devenir l'entreprise agroalimentaire centrée sur la viande la plus innovante des États-Unis.

## Histoire
En mai 2014, Hillshire Brands annonce l'acquisition de Pinnacle Foods pour 4,3 milliards de dollars, acquisition qui ne sera pas réalisée. Pinnacles Foods est une entreprise américaine, présente dans les plats, pizzas et salades préparés, les sauces et sirops sucrés, les pop-corns, les cornichons, la viande et les bagels.
Le 27 mai 2014, Pilgrim's Pride annonce son souhait d'acquérir Hillshire Brands pour 6,4 milliards de dollars. L'offre de Pilgrim's est conditionnée à l'abandon de l'offre d'acquisition de Hillshire Brands sur Pinnacle Foods pour 4,3 milliards de dollars, annoncée deux semaines plus tôt.
Le 29 mai 2014, Tyson annonce à son tour sa volonté d'acquérir Hillshire Brands pour 6,13 milliards de dollars